# الإصلاح (صحيفة)
الإصلاح صحيفة أسبوعية كانت تُصدرها حركة الخاكسار.
صدرت للمرة الأولى سنة 1934 من قبل مؤسس الحركة عناية الله المشرقي. كانت تُطبع وتُوزّع في لاهور بالهند، وتضمّنت على خطابات المشرقي بالإضافة إلى مقالات تعكس فلسفة ورسالة حركة الخاكسار.